# Antonio Azarola Gresillón
Antonio Azarola Gresillón (Tafalla, 1874 - Ferrol, 4 d'agost de 1936) va ser un mariner i militar navarrès, contralmirall de l'Armada i ministre de Marina al govern de Manuel Portela Valladares (30 de desembre de 1935 - 19 de febrer de 1936), durant la Segona República Espanyola.
Al començament de la Guerra Civil, sent Comandant General de l'Arsenal i segon cap de la base naval de Ferrol, es va mantenir lleial al govern de la República. Els militars revoltats el van acusar d'ordenar obrir en secret l'arsenal a les masses marxistes per apoderar-se de les armes i dels bucs allí fondejats, motiu pel qual li van formar un Consell de Guerra i el van assassinar.

## Vida
Contralmirall de l'Armada, descendia d'una família d'heroics militars espanyols que havia emigrat a Uruguai. Estava casat amb Carmen Fernández García-Zúñiga, filla del vicealmirall Ricardo Fernández Gutiérrez de Celis, de qui havia estat ajudant personal dos cops al llarg de la seva carrera militar.
Des de novembre de 1934, era segon cap de la Base Naval de Ferrol i cap del seu Arsenal. Va ser sotssecretari del Ministeri de Marina i posteriorment ministre del mateix departament en el gabinet presidit per Manuel Portela Valladares des del 30 de desembre de 1935 al 19 de febrer de 1936, l'últim abans de les eleccions de febrer de 1936. Durant el seu mandat ministerial es va concebre l'últim Pla Naval (11 de gener de 1936) abans de l'esclat de la Guerra Civil, en el qual es preveia la construcció de dos destructors, dos canoners i altres vaixells menors.
En produir-se la revolta a la Base de Ferrol, el 20 de juliol de 1936, el contralmirall Azarola es va mantenir sempre lleial a la República, sent arrestat pels seus propis subordinats, entre ells els germans Francisco i Salvador Moreno Fernández, elevats anys més tard a l'heroïcitat naval per Franco. "Vostè també, don Francisco", li va dir el contralmirall a un d'ells quan va comprovar que s'havien alçat contra la República.
Azarola va ser sotmès a judici sumaríssim i condemnat a mort per:
| « | ...un delicte d'abandó de destinació del Cap de l'Arsenal davant rebels i sediciosos, inhibint-se en les seves funcions, retirant-se a les seves habitacions particulars i oposant-se al fet que es declarés l'estat de guerra en aquesta plaça | » |

El contralmirall Azarola va declarar en el judici que no podia infringir els seus principis militars:
| « | ...consideracions de caràcter militar m'impedien en absolut el sumar-me a un acte que considerava sediciós. | » |

Va ser afusellat a les sis del matí del 4 d'agost, en la caserna de Dolores. Les seves restes es troben enterrades al cementiri de Vilagarcía de Arousa.
El contralmirall Azarola va tenir un fill, Antonio Azarola Fernández de Celis, que igual que el seu pare va escollir la carrera militar en la Marina de Guerra. La seva neboda Amelia Azarola Echevarría —filla de l'enginyer i polític radical-socialista navarrès Emilio Azarola Gresillón (alcalde de Doneztebe)— estava casada amb l'aviador falangista Julio Ruiz de Alda, que seria assassinat en la Presó Model de Madrid el 23 d'agost de 1936.
El llibre «Muertes Paralelas. El destino trágico de los prohombres de la República», de Marcelino Laruelo Roa, descriu les biografies de diverses personalitats republicanes que van perir víctimes de la repressió a la zona franquista, entre les quals es troba el contralmirall Azarola.